# Malawisaurus
Malawisaurus là một chi khủng long, được Jacobs Winkler W. R. Downs & Gomani mô tả khoa học năm 1993.